# Мезе (Италия)
Ме́зе (итал. Mese) — коммуна в Италии, в провинции Сондрио области Ломбардия.
Население составляет 1619 человек (2008 г.), плотность населения составляет 405 чел./км². Занимает площадь 4 км². Почтовый индекс — 23020. Телефонный код — 0343.
Покровителем коммуны почитается святой Виктор Мавр, празднование 8 мая.

## Демография
Динамика населения: